# Doblea, Argeș
Doblea este un sat în comuna Albeștii de Argeș din județul Argeș, Muntenia, România.